# Qaḑā' al Maşţabah
Qaḑā' al Maşţabah (arabiska: قضاء المصطبة) är en kommun i Jordanien.   Den ligger i guvernementet Jerash, i den norra delen av landet, 25 km norr om huvudstaden Amman.